# تاریخ مهندسی شیمی
مهندسی شیمی به عنوان یک دانش سامان یافته و روشمند، عمری کمی بیشتر از صد سال دارد. در اواخر سدهٔ ۱۹ میلادی این دانش به دلیل نیازی که به فرایندهای شیمیایی احساس می‌شد از مهندسی مکانیک جدا شد. پیش از انقلاب صنعتی در سدهٔ ۱۸ میلادی، شیمی در صنعت بیشتر به صورت تولیدات دسته‌ای یا (Batch production) بود. این گونه فرایندها بیشتر به آشپزی مانند است یعنی مواد خام (مواد به صورت تکی) در یک ظرف در برابر گرما و فشار مناسب قرار می‌گرفتند، پس از دگرگونی‌های مورد نیاز، آزمایش کیفیت می‌شدند تا مطمئن شوند به محصول نهایی دست یافته‌اند یا خیر، البته گاهی این فرایند به صورت گام به گام و از ظرفی به ظرف دیگر انجام می‌شد. این روش کند و کم بازده‌است ولی همچنان برای تولید برخی محصولات گران قیمت مانند عطر یا برخی عصاره‌های گیاهی کاربرد دارد. امروزه بیشتر مواد شیمیایی پس از عبور از یک «خط تولید» شیمیایی پیوسته تولید می‌شوند. انقلاب صنعتی در بازهٔ زمانی گذار از روش تولید دسته‌ای به فرایند تولید پیوسته روی داد.